# Barbara Castleton
Pour les articles homonymes, voir Castleton.
Barbara Castleton (née le 14 septembre 1894 à Little Rock en Arkansas, morte le 23 décembre 1978 à Boca Raton en Floride) est une actrice américaine du cinéma muet.
Elle apparait dans plus de 25 films entre 1914 et 1923.

## Filmographie partielle
- 1914 : The Ordeal (ou The Mothers of Liberty)

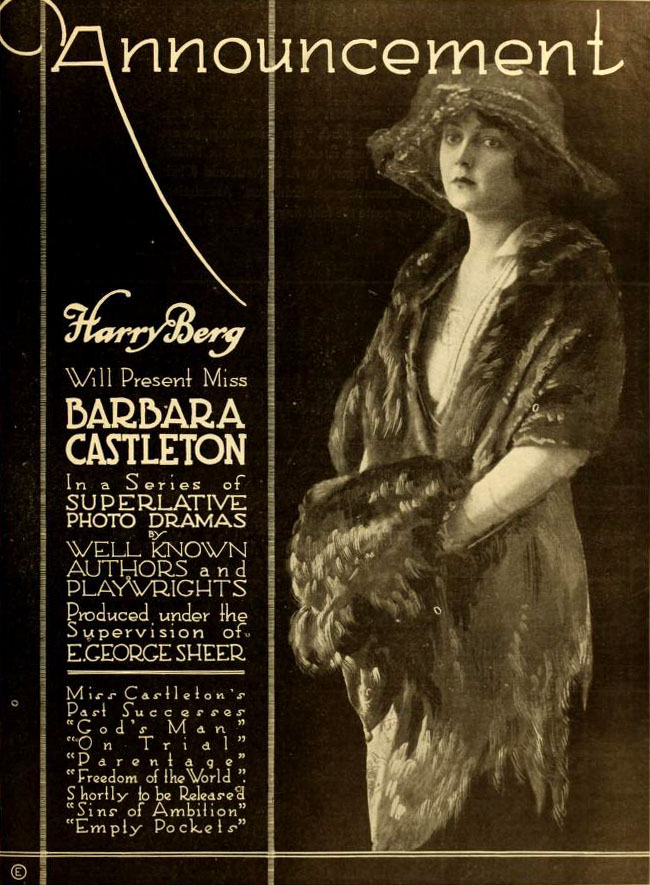
Barbara Castleton en 1917

- 1916 : La Fille des dieux (A Daughter of the Gods)
- 1917 : On Trial
- 1919 : Dangerous Hours
- 1920 : The Branding Iron
- 1921 : Son enfant (The Child Thou Gavest Me) de John M. Stahl
- 1922 : The Streets of New York
- 1922 : Le Foyer en péril (What's Wrong with the Women?) de Roy William Neill
- 1922 : My Friend the Devil (en)
- 1923 : The Net (en)